# Spichlerz we Wroniu
Spichlerz we Wroniu – dawny kościół zamieniony na spichlerz, znajdujący się we wsi Wronie, w gminie Ryńsk, w powiecie wąbrzeskim, w województwie kujawsko-pomorskim.

## Opis
Gotycka świątynia została wzniesiona z kamienia polnego i cegły w I połowie XIV wieku. Obiekt został wyremontowany na początku XVII stulecia. Zniszczony i opuszczony po wojnach szwedzkich został następnie przebudowany na spichlerz. Korpus budowli charakteryzuje się prostokątnym kształtem. Od zachodniej strony widoczne są pozostałości dawnej wieży świątyni, z kolei od północnej – zakrystii. Otwory okienne i wejściowe przemurowano. W czasach współczesnych dobudowane zostały do spichlerza betonowe schodki, jednak obecnie zabytek jest zamknięty i nieużytkowany.